# Friedmantal
Ett Friedmantal är ett tal, som kan skrivas som en beräkning, där endast talets egna siffror, och +, -, *, / och ^ , samt sammansättning av siffror används. 25 och 126 är Friedmantal, eftersom 25 = 52 och 126 = 21 · 6. Talen får dock inte vara en trivial likhet, exempelvis 24 = 24, eller starta med 0:or, då detta skulle skapa en massa triviala Friedmantal. Man skulle t.ex. kunna skriva: 024 = 20 + 4. Om ett tal är ett Friedmantal beror på vilket talsystem man använder. De första Friedmantalen i tiosystemet är:
25, 121, 125, 126, 127, 128, 153, 216, 289, 343, 347, 625, 688, 736, 1022, 1024, 1206, 1255, 1260, 1285, 1296, 1395, 1435, 1503, 1530, 1792, 1827, 2048, 2187, 2349, 2500, 2501, 2502, 2503, 2504, 2505, 2506, 2507, 2508, 2509, 2592, 2737, 2916, 3125, 3159, 3281, 3375, … (talföljd A036057 i OEIS)
Både vampyrtalen och pseudovampyrtalen är delmängder av Friedmantalen.